# Museum Secretum (Muzeum Brytyjskie)

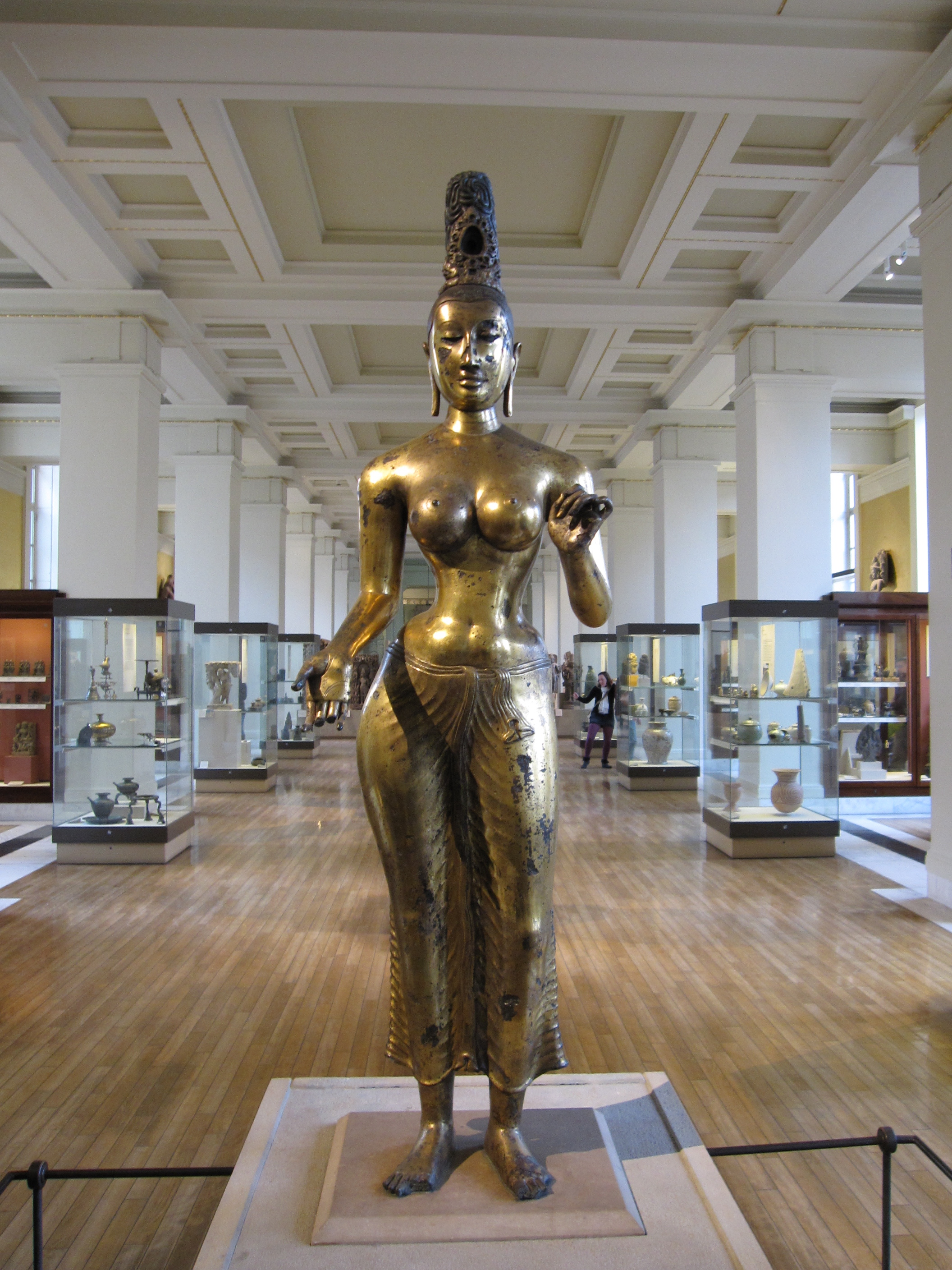
Pochodząca ze Sri Lanki ósmowieczna rzeźba ze zbiorów Museum Secretum.

Museum Secretum, także Secret Museum – zamknięta kolekcja Muzeum Brytyjskiego w Londynie obejmująca eksponaty uznane za nieprzyzwoite i z tego powodu niewystawiane publicznie; prowadzona w latach 1865–1953. 

## Historia
Na początku XIX w. Muzeum Brytyjskie wydzielało ze swoich zbiorów udostępnianych publicznie obiekty uznane za obsceniczne. W 1865 roku zbiory muzeum powiększyły się o kolekcję George’a Witta (1804–1869) obejmującą przedmioty, teksty i przedstawienia związane z kultem fallicznym – „Collection Illustrative of Phallic Worship”. W zbiorach Witta znajdowały się obiekty z całego świata, przy czym większość pochodziła z Egiptu, Grecji, Indii, Tybetu i Japonii (m.in. japońskie ilustracje erotyczne Shunga ). Przyczyniło się to do utworzenia formalnego Museum Secretum , po przyjęciu w 1857 roku Obscene Publications Act (tłum. „Ustawy o nieprzyzwoitych publikacjach”) . Zbiory Museum Secretum obejmowały 200 obiektów . Kuratorzy muzeum określili obiekty Museum Secretum mianem „ohydnego świadectwa rozwiązłości człowieka” (ang. abominable monuments to human licentiousness) . Ich istnienie nie było nagłaśniane, a dostęp do nich podlegał ścisłej regulacji . Kolekcję mogli oglądać wyłącznie mężczyźni („dojrzali wiekiem i o zdrowym morale”) za specjalnym pozwoleniem . Od 1939 roku niektóre obiekty z kolekcji były stopniowo przenoszone do ekspozycji, lecz dostęp do Museum Secretum nadal podlegał regulacji. 
Ostatni eksponat włączono do Museum Secretum w 1953 roku, po czym kolekcję rozwiązano, a jej zbiory przekazano poszczególnym sekcjom muzeum. Część z nich trafiła do ekspozycji . Nowe nabytki muzeum o treści erotycznej lub pornograficznej zaczęły bezpośrednio trafiać do zbiorów otwartych. 
Jednym z ostatnich przykładów zmiany polityki muzeum było nabycie w 1999 roku i wystawienie w ekspozycji muzealnej pucharu Warrena – rzymskiego skyfosa z początku I w. n.e., na którym przedstawiono dwie homoerotyczne sceny. 